# Concert per a piano (Thalberg)
El Concert per a piano en fa menor, op. 5, fou compost per Sigismund Thalberg a finals de 1829 i principis de 1830, per a la seva primera gran gira de concerts per Alemanya. El va dedicar a Johann Nepomuk Hummel, i publicat el 1831. Té una durada d'uns 29 minuts.

## Origen i context
Sigismond Thalberg, possiblement fill d’un comte suís, va rebre formació a Viena sota la tutela de Simon Sechter i Hummel, un dels deixebles de Mozart. A la capital austríaca, va començar a fer-se un nom actuant en reunions privades, destacant especialment quan, amb només catorze anys, va tocar a casa del príncep Metternich. El 1828, amb setze anys, ja havia iniciat la composició d'obres que esdevindrien fonamentals per a la seva carrera com a pianista virtuós. El 1830 va emprendre la seva primera gira internacional, viatjant a Anglaterra, on va rebre lliçons de Moscheles. El 1834 va ser nomenat Kammervirtuos de l'emperador a Viena, i l'any següent es va establir a París, on es va perfeccionar amb Kalkbrenner i Pixis.
A la dècada de 1830, París era un centre de pianisme, amb el Conservatori i els salons plens de virtuosos com Kalkbrenner, Pixis, Herz i Liszt. La premsa va alimentar la rivalitat entre Thalberg i Liszt, amb Berlioz donant suport a aquest últim i Fétis promovent Thalberg. Thalberg va protagonitzar un cèlebre enfrontament pianístic amb Liszt i, al llarg de la seva carrera, va ser reconegut pel públic com un dels més grans pianistes del seu temps.

## Música
Thalberg va escriure un únic concert per a piano durant la seva joventut, influenciat per Weber i Hummel. L’obra, d’un virtuosisme exigent, manté les mans del pianista constantment al teclat, excepte en vint-i-dos compassos de l’Allegro maestoso. El Concert combina virtuosisme i lirisme. El primer moviment segueix l’estructura clàssica amb una exigent cadència per al solista. L’Adagio recorda Chopin per l’ús de melodies ornamentades, i el Rondo final presenta contrastos amb episodis variats.
El concert de Thalberg en fa menor, influenciat per Hummel, comparteix trets amb els concerts de Chopin, com un solista predominant i ornamentació melòdica. Va ser compost com a obra de debut per impressionar i seguir els models de pianistes com Hummel i Kalkbrenner. Tot i la seva joventut i inexperiència, el concert segueix la tradició vienesa i mostra un virtuosisme exuberant. Schumann el va criticar, però és un treball admirable per un jove de divuit anys.